# Steven Sasson
Pour les articles homonymes, voir Sasson.
Steven J. Sasson, né le 4 juillet 1950 dans le borough de Brooklyn à New York, est un ingénieur en électrotechnique américain. Employé chez Eastman Kodak, il invente l'appareil photographique numérique en décembre 1975.

## Biographie
Steven Sasson grandit à New York, dans le quartier de Bay Ridge. Il se passionne pour l'électronique, fabriquant des récepteurs radio à partir de composants usagés. Il étudie à la Brooklyn Technical High School, un lycée de New York spécialisé en ingénierie, puis au Rensselaer Polytechnic Institute, une université spécialisée dans les domaines de la science et de la technologie. Sasson obtient un master's degree en électrotechnique. Il est recruté par Eastman Kodak en 1973 et travaille dans un laboratoire de recherche appliquée de la firme. 
L'ingénieur est chargé de concevoir un appareil photographique utilisant des capteurs CCD (Charge-Coupled Device, ou dispositif à transfert de charges). En 1972, la société Texas Instruments avait conçu un appareil photo électronique sans film dont les circuits traitaient l'image de manière analogique. Pour créer un prototype d'appareil numérique, Sasson intègre plusieurs technologies existantes : un convertisseur analogique-numérique de Motorola, un objectif de caméra Super 8 Kodak et un capteur CCD développé par Fairchild Semiconductor. Le prototype, pesant 3,6 kg, est utilisé en décembre 1975 pour prendre la première photographie numérique, un portrait en noir et blanc, et d'une définition de 100 x 100 pixels. L'enregistrement de la photo, sur le support d'une banque magnétique sur cassette, dure 23 secondes. L'image est ensuite lue, à la même vitesse, et est affichée sur un écran de télévision. La première photographie représente une assistante du laboratoire,.

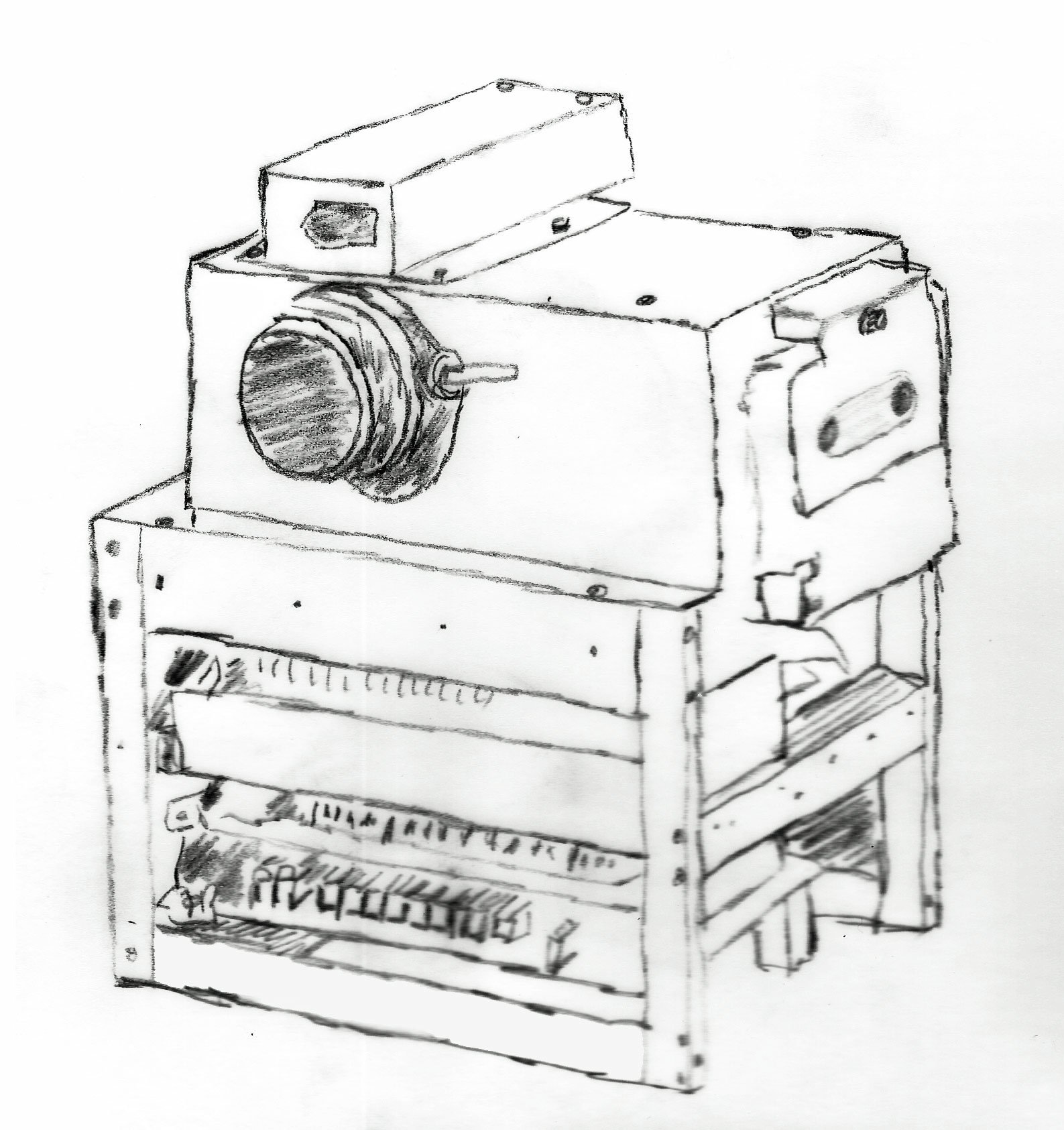
Prototype de Steven Sasson

Steven Sasson effectue toute sa carrière chez Kodak, à partir de 2004 il travaille à la protection du capital immatériel de son employeur,. Il prend sa retraite en février 2009.

## Prix et récompenses
En 2001, la firme Eastman Kodak lui décerne un Eastman Award. En 2007, Steven Sasson est récompensé par la Photographic Manufacturers and Distributors Association (PMDA) et est intégré au Consumer Electronics Hall of Fame. L'année suivante, l'ingénieur reçoit le Prix culturel de la Société allemande de photographie. En 2009, le magazine The Economist lui attribue le prix de l'innovation dans le domaine des produits de grande consommation et l'université de Rochester lui remet un doctorat honoris causa. En 2010, le président Barack Obama lui décerne la médaille nationale de la technologie et de l’innovation (National Medal of Technology and Innovation).
En 2012, il reçoit la médaille du progrès de la Royal Photographic Society.